# Les Olympiades
Les Olympiades – zespół mieszkaniowy składający się z kilkunastu wieżowców mieszkalnych położonych w 13. dzielnicy Paryża, we Francji. Kilkanaście wieżowców zostało wybudowanych wzdłuż ogromnego podwyższonego placu, który znajduje się około ośmiu metrów nad ziemią. W centrum placu znajduje się centrum handlowe, a sam plac jest przeznaczony dla ruchu pieszych, natomiast ruch kołowy odbywa się pod placem. Główne wejścia do wież mieszkalnych znajdują się na placu.
Całość została wybudowana w latach 1969–1975 i wchodziła w skład projektu urbanistycznego Italie XIII, zakładającego przebudowę dzielnicy wzdłuż arterii drogowej Avenue d'Italie, zgodnie z założeniami Le Corbusiera. Spośród wszystkich wieżowców znajdujących się w Italie XIII, osiem najwyższych wieżowców nosi nazwy miast w których miały miejsce igrzyska olimpijskie, (Tour Athènes Ateny, Tour Londres Londyn, Tour Anvers Antwerpia, itd.), stąd nazwa zespołu mieszkaniowego Les Olimpiades, co w języku polskim znaczy „Igrzyska Olimpijskie”). Budowa tej grupy zakończyła się w roku 1975, pozostałe wieżowce o wysokości 103 i 102 metrów, zbudowano pięć lat wcześniej w 1970 roku.

## Lista najwyższych wieżowców w dzielnicy
| Nazwa                         | Wysokość strukturalna | Ilość kondygnacji | Rok ukończenia budowy |
| ----------------------------- | --------------------- | ----------------- | --------------------- |
| Tour Athènes, Les Olympiades  | 104 m                 | 36                | 1975                  |
| Tour Anvers, Les Olympiades   | 104 m                 | 36                | 1975                  |
| Tour Cortina, Les Olympiades  | 104 m                 | 36                | 1970                  |
| Tour Helsinki, Les Olympiades | 104 m                 | 36                | 1975                  |
| Tour Mexico, Les Olympiades   | 104 m                 | 36                | 1975                  |
| Tour Londres, Les Olympiades  | 104 m                 | 36                | 1975                  |
| Tour Sapporo, Les Olympiades  | 104 m                 | 36                | 1975                  |
| Tour Tokyo, Les Olympiades    | 104 m                 | 36                | 1975                  |
| Tour Chéops, Italie XIII      | 103 m                 | 36                | 1970                  |
| Tour Mykérinos, Italie XIII   | 103 m                 | 36                | 1970                  |
| Tour Bologne, Italie XIII     | 102 m                 | 35                | 1970                  |
| Tour Ferrare, Italie XIII     | 102 m                 | 35                | 1970                  |
| Tour Palerme, Italie XIII     | 102 m                 | 35                | 1970                  |
| Tour Ravenne, Italie XIII     | 102 m                 | 35                | 1970                  |
| Tour Ancône, Italie XIII      | 102 m                 | 35                | 1970                  |